# João Aniceto
João Aniceto é um escritor português de ficção-científica.
Nascido em Lisboa, em 1953,  concluiu a licenciatura na Faculdade de Medicina da Universidade de Lisboa, em 1976. Iniciou a sua vida profissional no ano seguinte, como interno policlínico em Setúbal, e esteve no Hospital de São Bernardo entre 1977 e 1982. Nesse período, prestou serviço médico à periferia durante um ano, no concelho de Santiago do Cacém. Entre 1982 a 1986, realizou o Internato Complementar de Nefrologia no Hospital de Santa Maria.
Já especialista em Nefrologia, em busca de «uma qualidade de vida que não encontrava na capital», João Aniceto pediu transferência para o Hospital do Espírito Santo de Évora (HESE), onde chegou em dezembro de 1986. Dois anos depois, aceitou o convite para o cargo de diretor clínico da Fresenius Medical Care, atual NephroCare Évora. Chegou a assistente hospitalar em 1992 e, passados sete anos, ascendeu a chefe de serviço de Nefrologia do HESE, cargo que ocupou até à aposentação da função pública, em maio de 2014.
Em 1982, vence o Prémio Caminho de Ficção Científico, com o seu primeiro livro "Os caminhos nunca acabam". Inicia assim a sua atividade enquanto escritor em paralelo com a de médico nefrologista.

## Livros[2]
- Os Caminhos Nunca Acabam, colecção Mamute, n.º 8, Lisboa, Caminho, 1983 (Prémio Editorial Caminho de Ficção Científica)
- O Quarto Planeta, colecção Caminho Ficção Científica, n.º 26, Lisboa, Caminho, 1986
- O Desafio, colecção Caminho Ficção Científica, n.º 47, Lisboa, Caminho, 1987. ISBN 972-21-0191-9
- A Lenda, colecção Caminho Ficção Científica, n.º 69, Lisboa, Caminho, 1988. ISBN 972-21-0193-5
- Sacrifício de Dama. Col: Caminho de Bolso Policial. Lisboa: Caminho. 1989. 240 páginas. ISBN 9789722104197
- João Aniceto (1993). A Teia. Lisboa: Caminho. 259 páginas. ISBN 972-21-0831-X